# Чистка ријечких аутономаша
Чистка ријечких аутономаша, или Чистка аутономашких елемената града Ријеке, био је низ добро организованих убистава најистакнутијих политичара и интелектуалаца Аутономашке странке Ријеке.

## Историја
Неколико дана прије ослобађања Ријеке од нацистичке окупације односно 3. маја 1945. југословенска контраобавјештајна служба Озна започела је ликвидацију познатијих чланова ријечке Аутономне странке, који су заговарали самостални статус града послије Другог свјетског рата. За разлику од тадашњег градоначелника Ријеке Рикарда Ђиђантеа и његових сарадника, које су нове југословенске власти повезале са фашистичким режимом и погубиле без суђења 4. маја 1945. недалеко од Цреквине на Каству, симпатизерима аутономашких идеја у Ријеци тешко се могла пришити нека негативна етикета. Аутономаши су и сами били жртве италијанског фашистичког режима који био на власти у Слободној Држави Ријеци од државног удара 1922. па до краја Другог свјетског рата. Штавише, аутономаши су били у контакту и активно сарађивали са партизанима у околини града, пружајући им конкретну помоћ и подршку у ослобађају града, али нису подржали укључивање Ријеке у састав нове комунистичке Југославије. Такође, били су у контакту са англоамеричким дијелом савезника, надајући се њиховој интервенцији и будућој подршци независности Ријеке. У марту 1944. група под називом „Либурнисти” предложила је поновно успостављање Слободне Државе Ријеке, али овог пута би се састојала до три кантона, са одговарајућим подопштинама: италијански у Ријеци, хрватски за Сушак и словеначки за Бистрицу.
Укупно, од уласка јединица Југословенске армија у град без суђења је убијено 650 људи. Међу првим убијеним аутономашима био је Ђовани Рубини (раније Рубинич) који је 21. априла 1945. на кућном стубишту, а убиство се приписује партизанима. Рубини је био један од највећих заговорника поновног успостављања Слободне Државе Ријеке. У ноћи између 2. и 3. маја 1945. године, док су посљедње њемачке трупе напустиле град који су заузели југословенски партизани, главну личност аутономашког покрета у граду Марија Блазича су у његовој кући убили партизани. Ђузепе Синчич, бивши члан Уставотворне скупштине Слободне Државе Ријеке, ухапшен је исте ноћи и убијен рано ујутро. Невио Скул је нестао исте ноћи, а након неколико дана пронађено је његово тијела како плута код посљедњег моста на ријеци Рјечини, устријељено.
Поред уклањања најистакнутијих личности покрета, између 1500 и 2000 симпатизера покрета било жртва политички мотивисаних хапшења.
Упркос огромним притисцима, проаутономашки кандидати побиједили су на првим послијератним изборима за мјесне одборе у граду. То је мотивисало војне комунистичке власти, свјесне колико ће им бити потребно да потчине мјесно становништво, да брзо дјелују и организују низ циљаних акција и одмазда у жељи да отуђе италијанско говорно становништво и да га подстакну да се придружи истарско-далматинском егзодусу. Од 1945. до 1954. Ријека је изгубила од 58.000 до 66.000 становника, углавном италијанско говорно становништво, али и огромну већину других аутохтоних националности попут Мађара, Словенаца, Хрвата и преосталих Аустријанаца, који су претходно живјела унутар градских граница. Изгнаници су углавном одлазили како би избјегли растућу дискриминацију у родном граду, циљано насиље и терористичке акте који су против њих водиле нове мјесне и државне власти. Ријечке власти још увијек службено не признају ове злочине и негирање истих је извор сталних напетости између дијела градског становништва и мјесне градске елите.